# Balung (Xiii Koto Kampar)
Balung is een bestuurslaag in het regentschap Kampar van de provincie Riau, Indonesië. Balung telt 1374 inwoners (volkstelling 2010).